# 鸡窦簕竹
鸡窦簕竹（学名：Bambusa funghomii）为禾本科簕竹属下的一个种。

## 扩展阅读
- 維基物種上的相關：鸡窦簕竹